# Partidos de minorías étnicas de Rumania
Los Partidos de las Minorías Étnicas de Rumania ocupan los escaños reservados a la Cámara de Diputados de Rumania, uno para cada minoría étnica.
Los representantes elegidos de esta manera se reúnen bajo el Grupo Parlamentario de Minorías Nacionales en la Cámara de Diputados; el Grupo tradicionalmente da confianza y apoyo al gobierno. El número de escaños otorgados a minorías étnicas varió de 10 en 1990 a 19 desde 2024 en adelante.

## Base legal
La Constitución rumana (artículo 62) prevé escaños en la Cámara de Diputados para representantes de las minorías étnicas de Rumania (con la limitación de que cada minoría nacional estará representada por una sola organización). Las organizaciones minoritarias están exentas del umbral electoral y se les garantiza un escaño siempre que obtengan al menos el 10% de los votos necesarios para que el último partido elegible obtuviera un escaño a través del umbral.

## Lista de partidos
Los siguientes son miembros del Grupo Parlamentario de la Minoría Nacional que ocupan o ocuparon anteriormente un escaño en la Cámara de Diputados. Más allá de los grupos que se sientan en el Parlamento basándose en la exención del partido minoritario, la Alianza Democrática de los Húngaros en Rumania, es un partido de centroderecha que representa a la comunidad húngara, mucho más grande. Tiene representación en la Cámara de Diputados y en el Senado de manera ininterrumpida desde 1990 compitiendo como partido ordinario.
Anteriormente, varios partidos políticos representaban a las minorías étnicas de Rumania —en particular a los húngaros, alemanes y judíos— hasta la supresión de todos los partidos políticos excepto el gobernante Frente de Renacimiento Nacional en 1938. Algunas organizaciones minoritarias aliadas del Partido Comunista Rumano, como la Unión Popular Húngara y el Comité Democrático Judío, sobrevivieron hasta su supresión en 1953.

### Activo
- Asociación de Italianos de Rumanía (ocupa 1 escaño desde la elección de 2004)
- Asociación de Macedonios de Rumania
- Unión Búlgara del Banat-Rumania (ocupa 1 escaño desde la elección de 1990)
- Comunidad de los Rusos Lipovanos en Rumania (ocupa 1 escaño desde la elección de 1990)
- Unión Cultural de los Rutenos de Rumania
- Foro Democrático de Alemanes en Rumania (ocupa 1 escaño desde las elecciones de 1990)
- Unión Turca Democrática de Rumania (ocupa 1 escaño desde las elecciones de 1990)
- Unión Democrática de Eslovacos y Checos de Rumania
- Unión Democrática de Tártaros Turco-Musulmanes de Rumania
- Federación de Comunidades Judías de Rumania
- Foro de los Checos en Rumania
- Unión Helénica de Rumania (ocupa 1 escaño desde la elección de 1990)
- Liga de Albaneses de Rumanía
- Partido de los Gitanos (1 escaño desde la elección de 1992)
- Unión de Armenios de Rumania
- Unión de Croatas de Rumania
- Unión de Polacos de Rumania (ocupa 1 escaño desde la elección de 1990)
- Unión de los Serbios de Rumania (ocupa 1 escaño desde la elección de 1990)
- Unión de los Ucranianos de Rumania

### Disueltos
- Comunidad Bratstvo de Búlgaros en Rumania (extinta) 1996-2000
- Unión Cultural de Albaneses de Rumania (extinta) 1996-2000